# Ти іноді згадуй
Ти іноді згадуй (рос. Ты иногда вспоминай) — радянський художній фільм 1977 року, знятий на кіностудії «Мосфільм».

## Сюжет
Вночі в горах на прикордонну заставу обрушується селевий потік. Після цієї ночі військовий хірург, втративши єдиного сина, йде на пенсію і поселяється в маленькому середньоазіатському містечку, неподалік від могили сина. Одного разу його викликали на термінову операцію — і він не відмовився…

## У ролях
- Микола Крючков — Герасим Васильович, військовий хірург
- Лев Пригунов — Волков
- Сайдо Курбанов — Назаров
- Юрій Аверін — Бакалов
- Шавкат Газієв — Сафар
- Галина Комарова — Ліда
- Валентина Ананьїна — Алевтина Петрівна
- Ніна Агапова — Ніна Іванівна
- Ірина Акулова — Міла
- Олександр Бордуков — Сергій
- Андрій Казанцев — Стасик
- Павло Винник — Третьяков
- Усман Салімов — епізод
- Сергій Голованов — епізод
- Алевтина Румянцева — Галя, нянечка в лікарні
- Тетяна Паркина — дружина головного героя, військового хірурга
- Імомберди Мінгбаєв — епізод
- Георгій Яниковський — епізод
- Євгенія Аргуновська — епізод
- Ілля Григор'єв — епізод
- Володимир Дубровський — епізод

## Знімальна група
- Режисер — Павло Чухрай
- Сценарист — Володимир Кунін
- Оператор — Борис Брожовський
- Композитор — Марк Мінков
- Художник — Микола Усачов